# Good Times, Bad Times... Ten Years of Godsmack
Good Times, Bad Times... Ten Years of Godsmack é uma coletânea de greatest hits da banda de heavy metal Godsmack. A coleção inclui todos os singles de Godsmack, com a exceção de "Bad Magick" e um DVD da performance acústica da banda em Las Vegas, Nevada, nas The House of Blues.

## Faixas
Todas as músicas foram compostas por Sully Erna, menos quando indicado o contrário.
1. "Good Times Bad Times"– 2:57 (Bonham/Jones/Page/Plant)
2. "Whatever" (Godsmack) – 3:26 (Erna/Rombola)
3. "Keep Away" (Godsmack) – 4:50
4. "Voodoo" (Godsmack) – 4:40 (Erna/Merrill)
5. "Bad Religion" (Godsmack) – 3:13 (Erna/Stewart)
6. "Awake" (Awake) – 5:04
7. "Greed" (Awake) – 3:28
8. "I Stand Alone" (Faceless) – 4:03
9. "Straight Out of Line" (Faceless) – 4:21
10. "Serenity" (Faceless) – 4:34
11. "Re-Align" (Faceless) – 4:20
12. "Running Blind" (The Other Side) – 3:55
13. "Touché" (The Other Side) - 3:37 (Erna/Kosco/Richards)
14. "Speak" (IV) - 3:55 (Erna/Rombola/Merrill/Larkin)
15. "Shine Down" (IV) - 4:52
16. "The Enemy" (IV) - 4:08

### Lista de faixas do DVD deAn Evening With Godsmack
1. "Trippin'"
2. "Re-Align"
3. "Running Blind"
4. "Questions" (perguntas dos fãs - parte 1)
5. "Serenity"
6. "Voodoo"
7. "Questions" (perguntas dos fãs - parte 1)
8. "Spiral"
9. "Batalla de los Tambores" (solos de baixo e bateria)
10. "Keep Away"

Encore:
1. "Touché" (com participação de John Kosco e Lee Richards)
2. "Reefer Headed Woman" (com participação de John Kosco e Lee Richards)

## Equipe
- Sully Erna - vocal, guitarra, bateria (faixas 2-4)
- Tony Rombola - guitarrra, vocal de apoio
- Robbie Merrill - baixo, vocal de apoio
- Tommy Stewart - bateria (faixas 5-8)
- Shannon Larkin - bateria (faixas 1, 9-16)

Créditos do DVD
- Vocal adicional: John Kosco
- Guitarra de ritmo: Lee Richards
- Dirigido por: Daniel Catullo
- Produzido por: Jack Gulick e Daniel Catullo
- Mixado por: Andy Johns

## Posições emparadas
Álbum - Billboard (América do Norte)
| Ano  | Parada        | Posição |
| ---- | ------------- | ------- |
| 2007 | Billboard 200 | #35     |

Singles - Billboard (América do Norte)
| Ano  | Single                 | Parada                 | Posição |
| ---- | ---------------------- | ---------------------- | ------- |
| 2007 | "Good Times Bad Times" | Mainstream Rock Tracks | #8      |
| 2007 | "Good Times Bad Times" | Modern Rock Tracks     | #28     |